# 한여름밤의 재즈
《한여름밤의 재즈》(영어: Jazz on a Summer's Day)는 1958년에 로드아일랜드에서 열린 제5회 뉴포트 재즈 페스티벌을 상업 사진 작가 버트럼 스턴과 아람 아바키안이 찍고 편집한 미국의 콘서트 영화이다. 컬럼비아 레코드의 재즈 프로듀서 조지 아바키안이 음악 감독을 맡았다.
이 영화는 해안과 도시의 모습을 페스티벌 연주자와 관객과 아울러 비춘다. 더불어 1958년 아메리카 컵의 요츠 경주의 면면들도 등장한다. 공연 사이의 사회자 윌리스 콘오버의 사회를 제외하면 이 영화는 거의 아무런 대사나 내레이션 없이 진행 된다.
1999년에는 미국 의회도서관이 운영하는 미국 국립영화등기부에 “문화적·역사적·미학적 중요성”에 따라 보존 작품으로 선정되었다.

## 라인업
- 지미 주프리 스리: 지미 주프리, 밥 브룩마이어, 짐 홀
- 셀로니어스 몽크 트리오: 셀로니어스 몽크, 헨리 그라임스, 로이 헤인스
- 소니 스팃과 살 살바도르
- 어니타 오데이
- 조지 시어링
- 디나 워싱턴
- 제리 멀리건 쿼텟과 아트 파머
- 빅 메이벨
- 척 베리
- 치코 해밀턴 퀸텟과 에릭 돌피
- 루이 암스트롱과 올스타즈: 트러미 영, 대니 바르셀로나, 잭 티가든
- 마할리아 잭슨

## 초연
1959년 베네치아 국제 영화제에 초대되어 첫 상영.